# Fangshiping (köpinghuvudort i Kina, Hunan Sheng, lat 29,80, long 111,44)
Fangshiping är en köpinghuvudort i Kina. Den ligger i provinsen Hunan, i den södra delen av landet, omkring 230 kilometer nordväst om provinshuvudstaden Changsha. Antalet invånare är 12 719. Befolkningen består av 6 302 kvinnor och 6 417 män. Barn under 15 år utgör 14,0 %, vuxna 15-64 år 72 %, och äldre över 65 år 13,0 %.
Runt Fangshiping är det ganska tätbefolkat, med 185 invånare per kvadratkilometer. Närmaste större samhälle är Xin'an, 17,8 km söder om Fangshiping. I omgivningarna runt Fangshiping växer huvudsakligen savannskog.
Genomsnittlig årsnederbörd är 1 697 millimeter. Den regnigaste månaden är september, med i genomsnitt 263 mm nederbörd, och den torraste är december, med 19 mm nederbörd.